# بيتر ودكوك
بيتر ودكوك هو قاتل متسلسل كندي، ولد في 5 مارس 1939 في تورونتو في كندا، وتوفي في 5 مارس 2010 في بنيتنجويشين في كندا.